# Rudolf Ewald Zingel

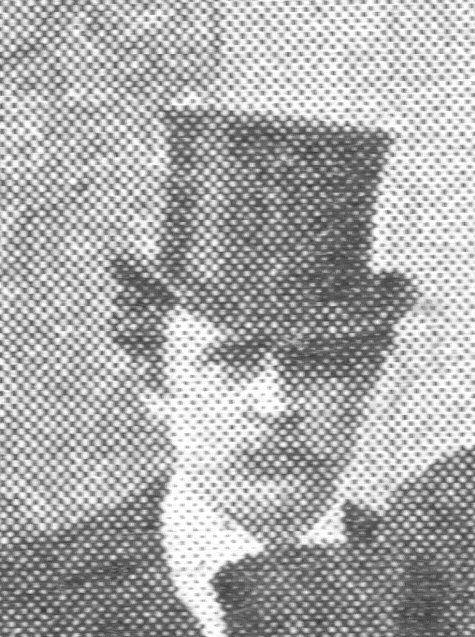
Rudolf Ewald Zingel, 1906

Rudolf Ewald Zingel (* 5. September 1876 in Liegnitz; † 20. Februar 1944 in Greifswald) war ein deutscher Musiker, Komponist und Musikpädagoge an der Universität Greifswald.

## Leben
Der Sohn eines Kaufmanns wurde bereits als Fünfjähriger im Spiel von Violine und Klavier unterrichtet. Mit 18 Jahren studierte er an der Königlichen Hochschule für Musik in Berlin. Ein Jahr später wurde er Organist an der Garnisonkirche in Berlin-Spandau. 1897 unternahm er als Pianist eine erfolgreiche Konzertreise durch Schlesien und die Schweiz. 
Rudolf Ewald Zingel erhielt 1899 in Frankfurt (Oder) die Stelle des Hauptorganisten der städtischen Kirchen und wurde gleichzeitig Leiter der Singakademie. Hier widmete er sich neben seiner hauptamtlichen Tätigkeit der Komposition. Seine Oper „Margot“ wurde 1902 und sein Oratorium „Der wilde Jäger“ 1906 uraufgeführt. 
Im Jahr 1907 wurde er akademischer Musiklehrer in Greifswald. In dieser Funktion hielt er Vorlesungen zu Kirchenmusik, Musikgeschichte und Musiktheorie und unterrichtete Kirchengesang und Orgelspiel. Außerdem erhielt er die Stelle des Organisten am Dom St. Nikolai. Zu seinen Aufgaben gehörte auch die Leitung der studentischen Gesangsvereine.
Außerhalb der Universität leitete er mehrere Chöre und veranstaltete regelmäßig Konzerte, bei denen er die Stadtkapelle und das Städtische Orchester leitete. 1915 wurde er zum Königlichen Musikdirektor ernannt. Während des Ersten Weltkriegs wurde er zum Militärdienst eingezogen, den er als Militärmusiker in einem in Greifswald stationierten Bataillon ableistete. Auch in dieser Zeit setzte er seine musikalischen Aktivitäten in der Stadt weiter fort. Unter anderem veranstaltete er Wohltätigkeitskonzerte. 1917 wurde er für seine Arbeit mit dem Verdienstkreuz für Kriegshilfe geehrt.
Nach dem Krieg setzte Zingel die Konzerte mit dem Städtischen Orchester fort und war auch als Kapellmeister am Stadttheater tätig. 1920 übernahm er das Amt des Kantors am Greifswalder Dom zusätzlich zu seiner Tätigkeit als Organist. Im gleichen Jahr war er wesentlich an der Gründung und dem Verlauf des Greifswalder Musikfestes beteiligt. Zingels öffentliche Vorträge unter anderem zu Ludwig van Beethoven, Franz Schubert, Richard Wagner und Johannes Brahms machten ihn bekannt, zogen aber auch die Kritik von Fachleuten nach sich. Die von ihm mitgegründete Bachstiftung führte er in den Jahren 1924 bis 1926 zu ihrer Blütezeit.
Er wurde 1925 mit der „Roten Kreuz-Medaille 3. Klasse“ ausgezeichnet. Zwei Jahre später wurde er Direktor des Kirchenmusikalischen Seminars, welches an der Theologischen Fakultät neu gegründet worden war. 1932 erhielt Zingel das „Ehrenschild für Verdienste in Vorpommern“.
Nach einem Schlaganfall am 10. März 1935 musste er seine bisherigen Tätigkeit auf ein Minimum beschränken. Am 5. März 1936 erhielt er die Ernennung zum Honorarprofessor der Theologischen Fakultät. Zum Ende des Monats musste er seine Ämter als Organist und Kantor am Dom niederlegen. Trotz großer Anstrengungen seitens Zingels und gleichzeitigen Entgegenkommens der Universitätsleitung war aufgrund schwerer irreparabler Behinderungen eine Weiterführung seiner musikalischen Lehrtätigkeit nicht mehr möglich. Die Entlassung Zingels aus dem Dienstverhältnis, ursprünglich bereits 1937, wurde auf Bitte des Rektors bis zum März 1939 hinausgezögert, wobei hauptsächlich auf die schlechte finanzielle Lage Zingels verwiesen wurde. 
Rudolf Ewald Zingel starb 1944. Über seine Ehefrau ist nur bekannt, dass sie musikalisch gebildet war. Sein Sohn Hans Joachim Zingel (1904–1978) schloss sein Musikstudium mit der Promotion ab. Er verfasste mehrere musikwissenschaftliche Schriften zur Harfe, spielte in verschiedenen Orchestern und war ab 1947 Dozent an der Hochschule für Musik Köln.

## Bewertung
Rudolf Ewald Zingel prägte und bestimmte mehr als 25 Jahre das musikalisch-kulturelle Leben in Greifswald. Die Quantität seiner dienstlichen Verpflichtungen sowie seiner zahlreichen selbst gesetzten künstlerischen Ziele beeinträchtigte jedoch die Qualität seines künstlerischen Schaffens. Während sein persönliches Klavier- und Orgelspiel keinen Anlass zu Kritik bot, kamen die mit Laienchören bzw. Laienorchestern eingeübten Stücke bedeutender Komponisten oft musikalisch und technisch nicht ausgereift zu Aufführung.  
Von Universitätsleitung und Theologischer Fakultät überwiegend gelobt, wurde er andererseits von einigen Musikwissenschaftlern und Kritikern negativ bis vernichtend eingeschätzt. So bezeichnete Hans Engel ihn hinsichtlich der Musikwissenschaft als Laien, seine Kompositionen als „durchaus unbedeutend“ und kritisierte auch die Qualität der Musik bei akademischen Feiern. Zingels Kompositionen werden als Nachahmungen berühmter Vorbilder angesehen, bei denen er die Möglichkeit der Verwendung durch Ensembles von Laienmusikern der künstlerischen Aussagekraft vorzog.

## Kompositionen (Auswahl)
- Margot. Oper, 1902
- Persepolis. Oper
- Liebeszauber. Operette
- Freudvoll und Leidvoll. Sinfonische Dichtung
- Der wilde Jäger. Oratorium, 1906

Außerdem komponierte Zingel verschiedene Werke für Klavier, Violine, Chor und Orchester.